# Séreilhac
Séreilhac è un comune francese di 1 832 abitanti situato nel dipartimento dell'Alta Vienne nella regione della Nuova Aquitania. Il comune si trova in Occitania.

## Società

### Evoluzione demografica
Abitanti censiti